# Carciofo spinoso di Sardegna
Il carciofo spinoso di Sardegna è un prodotto ortofrutticolo che designa  l'ecotipo locale «spinoso sardo» della specie Cynara scolymus coltivato e condizionato in diversi comuni di tutte le province della regione Sardegna.
Nel febbraio 2011, a livello europeo, al  carciofo spinoso di Sardegna è stato riconosciuto il marchio  denominazione di origine protetta (DOP).

## Descrizione
Ha un capolino conico allungato di colore verde, con ampie sfumature violetto-brunastre, con spine di colore giallo nelle brattee e la struttura del gambo è poco fibrosa e tenera.
Ha un profumo intenso e floreale, e la consistenza è tenera e croccante. Il gusto è corposo con equilibrata sintesi di amarognolo e dolciastro.

## Cucina
I carciofi spinosi di Sardegna sono ottimi crudi in pinzimonio o in insalata (eliminando le foglie esterne), ma anche cotti con l'agnello o la bottarga oppure grigliati.

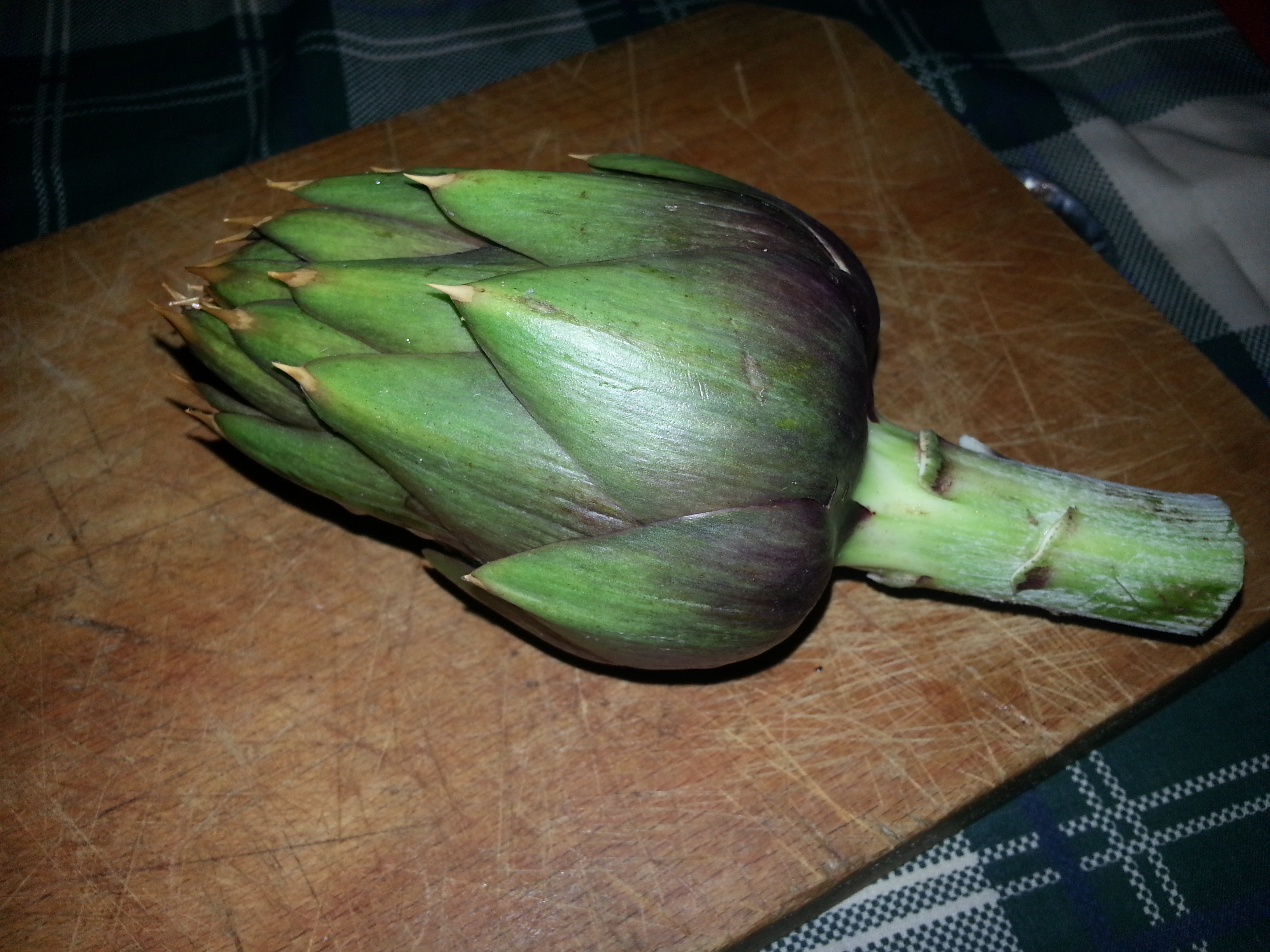
Carciofo con spine evidenti

## Altri carciofi con marchio europeo
- Carciofo brindisino (IGP)
- Carciofo di Paestumini (IGP)
- Carciofo romanesco del Lazio (IGP)